# Foot Ball Club Melgar
Maillots
Actualités
Le Foot Ball Club Melgar, souvent abrégé en FBC Melgar, est un club péruvien de football situé à Arequipa.
Surnommé El Dominó, il évolue en 1re division depuis 1971, période au cours de laquelle il a remporté le championnat du Pérou à deux reprises (1981 et 2015).

## Histoire

### De la fondation du club au premier championnat disputé (1915-1966)
Fondé le 25 mars 1915 sous le nom de Juventud Melgar (avant de changer à Foot Ball Club Melgar son nom actuel) en hommage au poète et héros de l'indépendance du Pérou, Mariano Melgar (en), le FBC Melgar est invité à participer en première division en 1966 lorsque le championnat s'ouvre aux clubs de province. Néanmoins il ne peut éviter la relégation.

### Premier titre et succès dans les années 1980
Il obtient son premier titre en 1971 lorsqu'il s'adjuge la Copa Perú ce qui lui permet de remonter en D1, qu'il n'a plus quittée depuis. Il est sacré champion en 1981 et participe à sa première Copa Libertadores en 1982. Deuxième du championnat 1983 (derrière le Sporting Cristal), il revient à la Copa Libertadores en 1984.

### L'ère Reynoso (2014-2017)
Sous la direction de Juan Reynoso, le FBC Melgar connaît un deuxième âge d'or en participant à la Copa Sudamericana 2015 et surtout en remportant le championnat 2015, qui plus est l'année de son centenaire. Néanmoins sa participation à la Copa Libertadores 2016 s'avère un fiasco puisque le club termine bon dernier de sa poule avec six défaites en six matchs disputés. Le club se rattrape cependant en championnat en disputant la finale en 2016, contre le Sporting Cristal, adversaire rencontré l'année précédente, mais avec un résultat différent à la clé puisque les Rojinegros s'inclinent sans toutefois connaître la défaite (1-1 et 0-0), éliminés en vertu de la règle des buts marqués  à l'extérieur. Ils participent à une deuxième Copa Libertadores d'affilée en 2017 sans grande amélioration par rapport à l'année précédente (une seule victoire pour cinq défaites en six matchs).

### Des résultats internationaux en dents de scie (2018-2020)
Le départ de Juan Reynoso fin 2017 n'empêche pas l'obtention de titres, puisque le club s'octroie le tournoi de clôture du championnat 2018. Incapables de franchir le 2e tour préliminaire de la Copa Libertadores 2018, les Rojinegros se rachètent l'année suivante en éliminant successivement l'Universidad de Chile et le Caracas FC lors des deux derniers tours préliminaires de la Copa Libertadores 2019, accédant ainsi à la phase finale dudit tournoi. Bien qu'éliminés dès le 1er tour, ils parviennent à arracher la 3e place de leur groupe – grâce à leur victoire à l'extérieur 0-1 sur l'Atlético Junior de Barranquilla – synonyme de qualification à la Copa Sudamericana 2019. Le bon parcours international du FBC Melgar se termine cependant en queue de poisson, puisqu'il est laminé 6-0 par l'Universidad Católica à Quito, défaite qui précipite le départ de l'entraîneur Jorge Pautasso (en) et de son staff.

### Le FBC Melgar à l'heure argentine (depuis 2021)
Sous la houlette de Néstor Lorenzo, ancien international argentin, le FBC Melgar obtient cinq victoires d'affilée lors de la Copa Sudamericana 2021 (en comptant également le tour préliminaire), ce qui constitue un record pour un club péruvien. Il n'arrive cependant pas à franchir la phase de groupes. 
L'année suivante, le club remporte le tournoi d'ouverture du championnat 2022 et se qualifie pour les quarts-de-finale de la Copa Sudamericana 2022 avant le départ de Lorenzo qui devient sélectionneur de la Colombie. Il est remplacé par son compatriote Pablo Lavallén. Le FBC Melgar continue son bon parcours en Copa Sudamericana et se hisse en demi-finales après avoir tenu en échec le SC Internacional (0-0 à l'aller et au retour) puis en s'imposant 3-1tab avec une prestation remarquée du gardien Carlos Cáceda qui stoppe trois tirs aux but brésiliens. Le club est néanmoins éliminé en demi-finales par l'Independiente del Valle qui s'impose deux fois 3-0 tant à l'aller qu'au retour.
Pablo Lavallén est démis de ses fonctions à la suite d'un très mauvais départ lors du championnat 2023 (quatre défaites de rang). Il est remplacé par Mariano Soso, également argentin. Le 6 juin 2023, dans le cadre de la Copa Libertadores, le FBC Melgar s'impose à domicile 5-0 sur le CA Patronato, match qui constitue la plus grande victoire du club en compétition internationale.

## Résultats sportifs

### Palmarès
| Compétitions nationales | Compétitions régionales |
| - Championnat du Pérou (2) : - Champion : 1981 et 2015. - Vice-champion : 1983, 2016 et 2022. - Tournoi d'ouverture (1) : - Vainqueur : 2022-A. - Tournoi de clôture (2) : - Vainqueur : 2015-C et 2018-C. - Torneo de Verano (1) : - Vainqueur : 2017. - Copa Perú (1) : - Vainqueur : 1971. - Finaliste : 1969 et 1970. | - Championnat du Sud (6) : - Vainqueur : 1984, 1986, 1990-I, 1990-II, 1991-I et 1991-II. - Ligue de la région d'Arequipa (5) : - Vainqueur : 1967, 1968, 1969, 1970 et 1971. |

### Bilan et records
| - Saisons au sein du championnat du Pérou : 55 (1966 / 1971-). - Saisons au sein du championnat du Pérou D2 : 0. - Plus large victoire obtenue en compétition officielle à domicile : - FBC Melgar 8:0 CNI (Copa Perú 1967). - Plus large victoire obtenue en compétition officielle à l'extérieur : - Deportivo Llacuabamba 0:6 FBC Melgar (championnat 2020). - Plus large défaite concédée en compétition officielle à domicile : - FBC Melgar 2:7 Sporting Cristal (championnat 1979). - Plus large défaite concédée en compétition officielle à l'extérieur : - Sporting Cristal 7:1 FBC Melgar (championnat 1998). - CD Universidad San Martín de Porres 7:1 FBC Melgar (championnat 2005). |  | - Copa Libertadores : 8 participations (1982, 1984, 2016, 2017, 2018, 2019, 2023 et 2024). - Copa Sudamericana : 6 participations (2013, 2015, 2019, 2020, 2021 et 2022). - Coupe CONMEBOL : 1 participation en 1998. - Plus large victoire obtenue en compétition officielle : - FBC Melgar 5:0 CA Patronato (Copa Libertadores 2023). - Plus large défaite concédée en compétition officielle : - CD Universidad Católica 6:0 FBC Melgar (Copa Sudamericana 2019). Note: en italique, tournois disparus. |

## Personnalités historiques du FBC Melgar

### Joueurs

#### Grands noms
| - Alexis Arias - Luis Fabián Artime (en) - Juvenal Briceño - Bernardo Cuesta - Rolando Farfán - Gabriel García Reyes (es) | - Víctor Gutiérrez - Eduardo Márquez - Hilario Maturana - Ernesto Neyra - Genaro Neyra - Raúl Obando (es) | - Luis Ponce Arroe - Jorge Ramírez - Pedro Requena - Ernesto Vera - Carlos Villanueva - Ysrael Zúñiga |

#### Meilleurs buteurs(plus de 100 buts)
Source : diariocorreo.pe

Classement mis à jour le 30 octobre 2023.
 En gras le(s) joueur(s) encore en activité.
| Rang | Nom             | Buts | Période                                   |
| ---- | --------------- | ---- | ----------------------------------------- |
| 1    | Eduardo Márquez | 197  | 1966-1972 / 1974                          |
| 2    | Bernardo Cuesta | 176  | 2012-2014 / 2015-2016 / 2018-2019 / 2021- |
| 3    | Genaro Neyra    | 123  | 1977-1985 / 1988 / 1990                   |
| 4    | Ysrael Zúñiga   | 117  | 1999 / 2007 / 2009 / 2013-2018            |

#### Effectif actuel (2023)
Source consultée : www.libero.pe
| N° | Nat.                   | Poste | Nom du joueur          |
| -- | ---------------------- | ----- | ---------------------- |
|    | Drapeau du Pérou       | G     | Ricardo Farro          |
|    | Drapeau du Pérou       | G     | Carlos Cáceda          |
|    | Drapeau du Pérou       | G     | Jorge Cabezudo         |
|    | Drapeau du Pérou       | G     | Joshua Bedoya          |
|    | Drapeau de l'Argentine | D     | Leonel Galeano         |
|    | Drapeau du Pérou       | D     | Matías Lazo            |
|    | Drapeau du Pérou       | D     | Alec Deneumostier      |
|    | Drapeau du Pérou       | D     | Paolo Reyna            |
|    | Drapeau du Pérou       | D     | Pedro Ibáñez           |
|    | Drapeau du Pérou       | D     | Leonardo Mifflin       |
|    | Drapeau du Pérou       | D     | Sebastián Cavero       |
|    | Drapeau du Pérou       | D     | Diego Rodríguez        |
|    | Drapeau du Pérou       | D     | Juan Ayqque            |
|    | Drapeau du Pérou       | D     | Alejandro Ramos        |
|    | Drapeau du Pérou       | M     | Jean Pierre Archimbaud |

| No. | Nat.                   | Position | Nom du joueur        |
| --- | ---------------------- | -------- | -------------------- |
|     | Drapeau de l'Argentine | M        | Horacio Orzán        |
|     | Drapeau du Pérou       | M        | Walter Tandazo       |
|     | Drapeau du Pérou       | M        | Yimy Gamero          |
|     | Drapeau du Pérou       | M        | Alexis Arias         |
|     | Drapeau du Pérou       | M        | André Vásquez        |
|     | Drapeau de l'Argentine | M        | Tomás Martínez       |
|     | Drapeau du Pérou       | M        | Marcelo Cervantes    |
|     | Drapeau du Pérou       | M        | Pablo Lavandeira     |
|     | Drapeau de l'Argentine | A        | Christian Bordacahar |
|     | Drapeau du Pérou       | A        | Bernardo Cuesta      |
|     | Drapeau du Pérou       | A        | Jhamir D'Arrigo      |
|     | Drapeau du Pérou       | A        | Bruno Portugal       |
|     | Drapeau du Pérou       | A        | Mariano Barreda      |
|     | Drapeau du Pérou       | A        | Beto da Silva        |

### Entraîneurs

#### Entraîneurs marquants
Ci-joint les entraîneurs champions ou vice-champions avec le FBC Melgar :
- Walter Milera (es), vainqueur de la Copa Perú en 1971.
- Máximo Carrasco, champion du Pérou en 1981.
- Gustavo Merino, vice-champion du Pérou en 1983.
- Juan Reynoso, champion du Pérou en 2015, vainqueur du Tournoi de clôture en 2015, vainqueur du Torneo de Verano en 2017,
 vice-champion du Pérou en 2016.
- Hernán Torres Oliveros (es), vainqueur du Tournoi de clôture en 2018.
- Néstor Lorenzo, vainqueur du Tournoi d'ouverture en 2022.
- Pablo Lavallén, vice-champion du Pérou en 2022.

#### Liste des entraîneurs
| - Alberto Ugarte (1964) - Gilberto Dos Santos (entraîneur-joueur) (1966-1967) - Walter Milera (1971) - José Tadormina (1973) - Armando Palacios (1974) - Jorge Vichera (1974) - Roberto Ponciano López (1976) - Gilberto Dos Santos (1976) - Víctor Zegarra (entraîneur-joueur) (1976) - Carlos Puertas (1976) - Máximo Carrasco (1979) - Carlos Puertas (1979) - Máximo Carrasco (1981-1982) - Juan José Tan (1982) - Gustavo Merino (1983) - Máximo Carrasco (1984-1985) - Freddy Bustamante (1985) - José Chiarella (1985-1986) - Máximo Carrasco (1987) - Freddy Bustamante (1988) | - Roberto di Plácido (1992) - César Cubilla (1992) - Freddy Bustamante (1992-1994) - Héctor Berrío (1995) - Moisés Barack (1997) - Fernando Cuéllar (1997) - Freddy Bustamante (1997) - Freddy Ternero (1998) - Álvaro de Jesús Gómez (1999) - Freddy Bustamante (2000) - Roberto Mosquera (2004-2005) - Teddy Cardama (2005-2006) - Rafael Castillo Lazón (2006-2007) - Gustavo Bobadilla (2008) - Claudio Techera (2008-2009) - Ernesto Vera (intérim) (2009) - Luis Flores (2009) - Carlos Manta (2010) - Ernesto Vera (intérim) (2010) - Carlos Jurado (2010) | - Claudio Techera (2011) - Wilmar Valencia (2011) - Julio Zamora (2012) - Marcelo Straccia (2013) - Ricardo Medina (intérim) (2013) - Franco Navarro (2013) - Juan Reynoso (2014-2017) - Enrique Maximiliano Meza (2017-2018) - Óscar Gambetta (2018) - Hernán Torres (2018) - Jorge Pautasso (2019) - Karlo Calcina (2019) - Diego Osella (2019) - Marco Valencia (2019) - Carlos Bustos (2020) - Marco Valencia (2020) - Néstor Lorenzo (2021-2022) - Pablo Lavallén (2022-2023) - Mariano Soso (2023) - Pablo de Muner (2023-) |

## Structures du club

### Estadio Monumental Virgen de Chapi
Le stade Monumental Virgen de Chapi (ou stade Monumental de la UNSA) d'Arequipa est inauguré le 30 juillet 1995 et peut accueillir jusqu'à 60 000 spectateurs (40 370 places d'après l'Institut péruvien du sport). Le club n'en est pas le propriétaire mais y évolue de façon continue depuis 2009.

### Estadio Mariano Melgar
Avec une capacité de 15 000 spectateurs, il s'agit de l'enceinte historique du FBC Melgar qui y a joué trois compétitions internationales: les Copa Libertadores de 1982 et 1984 et la Copa Sudamericana en 2013.

## Culture populaire

### Popularité
Présent en championnat du Pérou depuis 1971, le FBC Melgar est naturellement le club le plus populaire d'Arequipa, puisqu'il s'agit de la seule équipe de cette ville évoluant au niveau professionnel. Cela n'a pas toujours été le cas, notamment entre 1989 et 1991, lorsque le FBC Aurora rivalisait avec le FBC Melgar dans les phases régionales du championnat. Néanmoins, tant le FBC Aurora que d'autres clubs d'Arequipa (Sportivo Huracán, FBC Píérola, Association White Star) sont rentrés dans le rang, incapables de s'extirper de la Copa Perú (la 3e division péruvienne), laissant au FBC Melgar s'attirer la sympathie des habitants d'Arequipa.

### Rivalités
Le FBC Melgar entretient une intense rivalité régionale avec le Cienciano del Cusco de la ville éponyme, rivalité connue sous le nom de Clásico del Sur. Les deux clubs se sont affrontés à 134 reprises depuis 1967 avec un net avantage pour le FBC Melgar qui s'est imposé à 62 reprises sur son rival de Cienciano (contre 34 nuls et 38 défaites).
Un autre antagonisme de moindre envergure est celui qui l'oppose au club voisin du FBC Aurora, situé également à Arequipa, derby connu sous l'appellation de Clásico Arequipeño (voir section précédente).